# Oban (Nueva Zelanda)

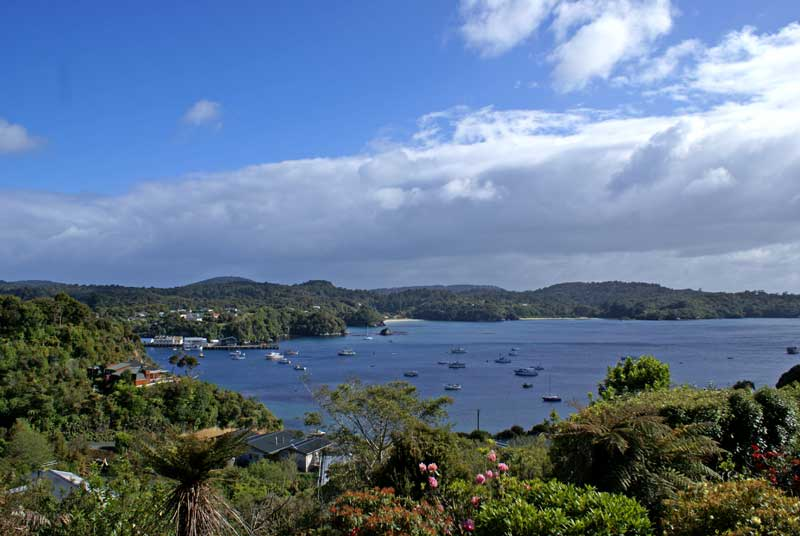
Vista de Oban y Halfmoon Bay.

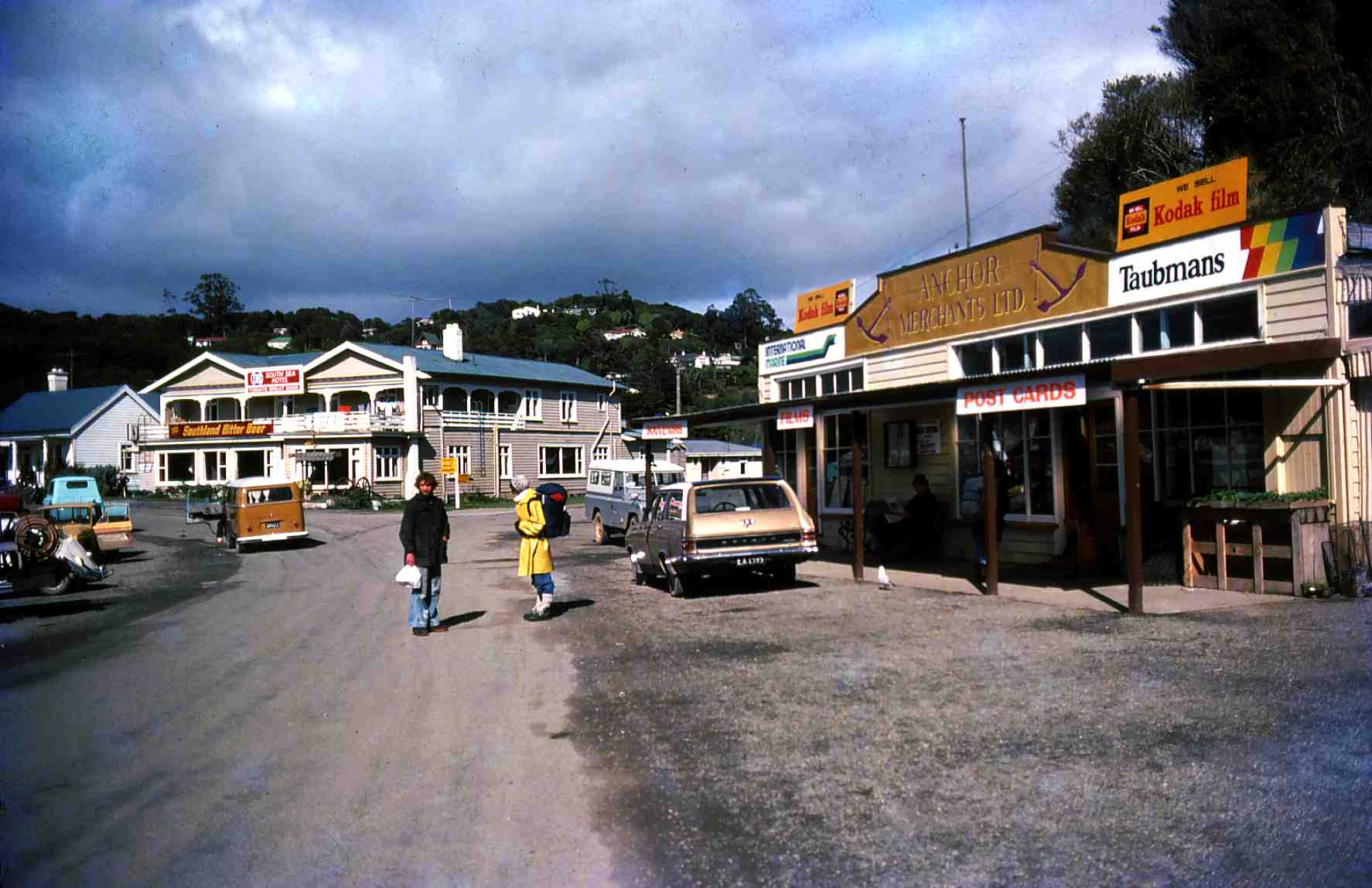
La ciudad en 1977.

Oban (Pā nui o Hau en maorí) es el principal asentamiento en la isla de Stewart / Rakiura, la isla más meridional habitada del archipiélago de Nueva Zelanda. Oban se encuentra en Halfmoon Bay (a veces se usa como un nombre alternativo para la ciudad), en la entrada de Paterson. Tiene conexiones con aviones a Invercargill y un servicio de ferry a Bluff.
El asentamiento fue bautizado a comienzos del siglo XIX como Oban por la ciudad del mismo nombre en Escocia, muy probablemente debido a la gran influencia de los inmigrantes escoceses. Los primeros colonos explotaron los recursos pesqueros y aves del lugar y se mezclaron con la población local maorí. En la década de los años 20 del siglo XX, la población recibió un nuevo aporte demográfico con inmigrantes provenientes de Noruega.
De acuerdo con el censo de 2001, la población residente permanente de la isla era de 387 habitantes, lo que representaba una disminución de 30 habitantes desde 1996, año del anterior censo. Aproximadamente el 80% de ellos viven en Oban. Estimaciones más recientes indican que la población se sitúa en alrededor de 400 habitantes. El gobierno ha realizado inversiones recientes de varios millones de dólares, coincidiendo con el incremento del turismo en la zona.

## Clima
Según la clasificación de Köppen, el clima puede ser clasificado como clima oceánico Cfb.
| Parámetros climáticos promedio de Oban (1975−2015, Rainfall 1917−2015) | Parámetros climáticos promedio de Oban (1975−2015, Rainfall 1917−2015) | Parámetros climáticos promedio de Oban (1975−2015, Rainfall 1917−2015) | Parámetros climáticos promedio de Oban (1975−2015, Rainfall 1917−2015) | Parámetros climáticos promedio de Oban (1975−2015, Rainfall 1917−2015) | Parámetros climáticos promedio de Oban (1975−2015, Rainfall 1917−2015) | Parámetros climáticos promedio de Oban (1975−2015, Rainfall 1917−2015) | Parámetros climáticos promedio de Oban (1975−2015, Rainfall 1917−2015) | Parámetros climáticos promedio de Oban (1975−2015, Rainfall 1917−2015) | Parámetros climáticos promedio de Oban (1975−2015, Rainfall 1917−2015) | Parámetros climáticos promedio de Oban (1975−2015, Rainfall 1917−2015) | Parámetros climáticos promedio de Oban (1975−2015, Rainfall 1917−2015) | Parámetros climáticos promedio de Oban (1975−2015, Rainfall 1917−2015) | Parámetros climáticos promedio de Oban (1975−2015, Rainfall 1917−2015) |
| Mes                                                                    | Ene.                                                                   | Feb.                                                                   | Mar.                                                                   | Abr.                                                                   | May.                                                                   | Jun.                                                                   | Jul.                                                                   | Ago.                                                                   | Sep.                                                                   | Oct.                                                                   | Nov.                                                                   | Dic.                                                                   | Anual                                                                  |
| ---------------------------------------------------------------------- | ---------------------------------------------------------------------- | ---------------------------------------------------------------------- | ---------------------------------------------------------------------- | ---------------------------------------------------------------------- | ---------------------------------------------------------------------- | ---------------------------------------------------------------------- | ---------------------------------------------------------------------- | ---------------------------------------------------------------------- | ---------------------------------------------------------------------- | ---------------------------------------------------------------------- | ---------------------------------------------------------------------- | ---------------------------------------------------------------------- | ---------------------------------------------------------------------- |
| Temp. máx. abs. (°C)                                                   | 27.0                                                                   | 28.5                                                                   | 26.5                                                                   | 29.0                                                                   | 19.8                                                                   | 17.5                                                                   | 16.0                                                                   | 17.1                                                                   | 21.3                                                                   | 23.9                                                                   | 26.5                                                                   | 27.2                                                                   | 29.0                                                                   |
| Temp. máx. media (°C)                                                  | 17.2                                                                   | 17.1                                                                   | 15.9                                                                   | 14.2                                                                   | 12.0                                                                   | 10.1                                                                   | 9.9                                                                    | 10.7                                                                   | 12.2                                                                   | 13.4                                                                   | 14.6                                                                   | 16.1                                                                   | 13.6                                                                   |
| Temp. media (°C)                                                       | 13.4                                                                   | 13.3                                                                   | 12.1                                                                   | 10.6                                                                   | 8.8                                                                    | 6.7                                                                    | 6.3                                                                    | 7.0                                                                    | 8.4                                                                    | 9.5                                                                    | 10.8                                                                   | 12.4                                                                   | 9.9                                                                    |
| Temp. mín. media (°C)                                                  | 9.6                                                                    | 9.4                                                                    | 8.3                                                                    | 7.0                                                                    | 5.5                                                                    | 3.4                                                                    | 2.7                                                                    | 3.5                                                                    | 4.5                                                                    | 5.7                                                                    | 7.0                                                                    | 8.6                                                                    | 6.2                                                                    |
| Temp. mín. abs. (°C)                                                   | 1.0                                                                    | 1.2                                                                    | 0.7                                                                    | −0.4                                                                   | −2.0                                                                   | −7.3                                                                   | −6.0                                                                   | −3.0                                                                   | −4.5                                                                   | −1.8                                                                   | −0.4                                                                   | 0.6                                                                    | −7.3                                                                   |
| Lluvias (mm)                                                           | 133.9                                                                  | 109.8                                                                  | 128.2                                                                  | 132.1                                                                  | 139.9                                                                  | 136.9                                                                  | 113.3                                                                  | 106.2                                                                  | 120.9                                                                  | 134.1                                                                  | 132.4                                                                  | 116.4                                                                  | 1489.6                                                                 |
| Días de lluvias (≥ 1.0 mm)                                             | 15.3                                                                   | 13.6                                                                   | 15.4                                                                   | 16.0                                                                   | 17.9                                                                   | 17.8                                                                   | 17.0                                                                   | 16.5                                                                   | 16.0                                                                   | 17.0                                                                   | 17.0                                                                   | 16.1                                                                   | 195.5                                                                  |
| Humedad relativa (%)                                                   | 84.3                                                                   | 87.4                                                                   | 87.4                                                                   | 89.4                                                                   | 91.1                                                                   | 90.9                                                                   | 91.3                                                                   | 89.9                                                                   | 85.0                                                                   | 84.3                                                                   | 81.6                                                                   | 82.6                                                                   | 85.8                                                                   |
| Fuente: CliFlo                                                         |                                                                        |                                                                        |                                                                        |                                                                        |                                                                        |                                                                        |                                                                        |                                                                        |                                                                        |                                                                        |                                                                        |                                                                        |                                                                        |